# Muzeum Chimei
Muzeum Chimei (chiń. 奇美博物館; pinyin Qíměi Bówùguǎn) – prywatne, wielosekcyjne muzeum, zlokalizowane w mieście Tainan na Tajwanie.
Muzeum zostało założone w 1992 roku przez Shi Wen-longa, właściciela firmy Chi Mei Corporation. Początkowo mieściło się w budynku administracyjnym firmy, w 2014 roku przeniesiono je do nowego budynku w parku miejskim.
Wśród zbiorów muzeum znajdują się m.in.:
- kolekcja sztuki zachodniej od XIII do XX wieku,
- galeria Rodina – rzeźby Auguste’a Rodina oraz twórców mu współczesnych,
- wystawa historii naturalnej – ze znaczną liczbą wypchanych zwierząt oraz skamielin,
- kolekcja broni i zbroi,
- kolekcja instrumentów muzycznych.

Istotną częścią zbiorów jest kolekcja skrzypiec, licząca 1362 eksponaty. Ten największy na świecie zbiór instrumentów smyczkowych, nie wliczając kolekcji będących w posiadaniu producentów i dystrybutorów, został zapoczątkowany w 1990 roku, kiedy Shi Wen-long zakupił za milion dolarów skrzypce wykonane w 1707 roku przez Antonio Stradivariego. Potem dokupił siedem kolejnych stradivariusów: pięcioro skrzypiec i dwie wiolonczele. Zbiór zawiera instrumenty wykonane przez 904 lutników z 20 krajów, w tym pierwsze skrzypce wykonane we Włoszech, Polsce, Anglii, Francji i Niemczech. Muzeum udostępnia instrumenty utalentowanym skrzypkom, np. na skrzypcach wykonanych przez Giuseppe Guarneriego w latach 1730–1734 grali Hu Nai-yuan oraz Yu-Chien Tseng (zdobywca II nagrody na Międzynarodowym Konkursie Muzycznym im. Piotra Czajkowskiego w 2015 roku).
Wśród eksponatów znajdują się m.in.: obraz El Greco Święty Marcin i żebrak, rzeźby Tezeusz walczący z centaurem (1860) Antoine-Louisa Barye, Pocałunek (1907) Auguste’a Rodina.